# Бальсис, Эдуардас Косто
Эдуа́рдас Ко́сто Бальси́с (лит. Eduardas Balsys; 20 декабря 1919, Николаев — 3 ноября 1984, Друскининкай) — советский, литовский композитор, педагог, общественный деятель. Народный артист СССР (1980).

## Биография
Родился на Украине, его мать была поволжской немкой.
Когда ему было два года, семья переехала в Скуодас (Литва), где он начал учиться музыке и играть в футбол. В 1928 году семья переехала в Клайпеду, а в 1939 году, после аннексии Клайпедского края Германией, — в Кретингу, затем в Палангу.
В 1937 году играл за футбольный клуб «KSS Klaipėda», выиграв с ним чемпионат страны, а в 1938 году стал членом сборной Литвы по футболу.
До 1939 года учился в Клайпедской гимназии, где пел в хоре и изучал искусство игры на альте и тубе, также был известен как баскетболист.
В 1940 году окончил Каунасское военное училище в звании лейтенанта, начав во время обучения писать песни и марши. В 1941—1945 годах был учителем в средней школе в Кретинге.
В 1945—1950 годах учился в Каунасской консерватории (ныне — Литовская академия музыки и театра) по классу композиции А. Рачюнаса и одновременно преподавал музыку в школе. В 1953 году окончил аспирантуру Ленинградской консерватории (класс В. В. Волошинова)
С 1953 года — преподаватель Литовской консерватории (ныне — Литовская академия музыки и театра) (класс композиции, теоретических предметов). С 1959 года — заведующий кафедрой композиции, с 1969 — профессор. Известные ученики: Юлюс Андреевас, Видмантас Бартулис, Альгимантас Бражинскас, Йонас Домаркас, Беньяминас Горбульскис, Гедрюс Купрявичюс, Фаустас Латенас, Томас Лейбурас, Альгирдас Мартинайтис, Вацловас Пакетурас, Римвидас Рацявичюс, Анатолий Шендеров, Юозас Ширвинскас, Йонас Тамулёнис, Аудроне Жигайтите и др.
Написал большое количество музыкальных произведений, в том числе оперу, балет, музыку к кинофильмам.
В 1954—1962 годах — исполнительный секретарь, в 1962—1971 — председатель Союза композиторов Литовской ССР. В 1962—1974 и с 1979 года — секретарь правления Союза композиторов СССР. Член Союза кинематографистов Литовской ССР.
Депутат Верховного Совета Литовской ССР 6-7-го созывов (1963—1974).
Умер 3 ноября 1984 года в городе Друскининкай (по другим источникам — в Вильнюсе). Похоронен в Вильнюсе на Антакальнисском кладбище.

### Семья
- Жена (с 14 августа 1948) — Адель Ясинскайте.
- Дети — дочь Даля Бальсите, пианистка, профессор Литовской академии музыки и театра, заведующая кафедрой камерного ансамбля; сын Аудрюс.
- Внучка — Индре Байкштите, пианистка, доцент Литовской академии музыки и театра.

## Творчество
- балет — «Эгле — королева ужей» (1960)
- опера «Путешествие в Тильзит» (по одноимённой новелле немецкого писателя Г. Зудермана «Литовские рассказы», либретто собств.)
- для солистов, хора и оркестра — Сюита (слова литовских поэтов, 1952), кантаты «Песнь моей земле» (1962), «Ленину - слава!», оратории «Несущий солнце» (1972), «Не троньте голубой глобус» (слова В. Пальчинскайте, 1969)
- для оркестра — Танцевальная сюита (1957), 2 поэмы: «Вильнюс» (по поэме А. Венцловы «Вечный город», 1950), «Героическая» (1951), сюита из балета «Эгле — королева ужей» (изд. 1962)
- для скрипки, фортепиано и оркестра — Драматические фрески (1965)
- для скрипки с оркестром — 2 концерта (1954, 1958)
- для малого симфонического оркестра — Парафраза на литовскую народную песню (1963)
- для оркестра литовских народных инструментов — Парафраза (1967), Концертная полька (1968)
- для фортепиано — соната (1947), Вариации (1948), и др.
- для английского рожка с фортепиано — Пьеса (1948)
- струнный квартет (1952)
- редакция симфонической поэмы М. К. Чюрлёниса «Море» (1955)
- поэма для струнных «Блики моря»
- хоровые и сольные песни, эстрадная музыка, музыка к спектаклям и фильмам, обработки литовских народных песен.

### Фильмография
- 1956 — Мост
- 1957 — Голубой горизонт
- 1959 — Адам хочет быть человеком
- 1959 — Живые герои (киноальманах)
- 1961 — Канонада
- 1962 — Шаги в ночи
- 1963 — Хроника одного дня
- 1965 — Эгле — королева ужей (фильм-балет) (также сценарист совм. с  А. Моцкусом)
- 1966 — Ночи без ночлега
- 1971 — Камень на камень
- 1977 — Сумка инкассатора

## Память
- С 1985 года Клайпедская гимназия искусств носит имя Э. Бальсиса
- В 1986 году, в Вильнюсе, на стене дома (Birutės g. 11/ Traidenio g. 40), где жил композитор, установлена мемориальная доска.
- С 2009 года 201-я аудитория Литовской академии музыки и театра носит имя Э. Бальсиса
- В 2009 году в Вильнюсе на площади недалеко от Жверинского моста установлен мемориальный камень с надписью: «Сквер Эдуардаса Бальсиса».

## Интересные факты
Бальсис упоминается в романе И. Ефремова «Лезвие бритвы».

## Награды и звания
- Заслуженный деятель искусств Литовской ССР (1959)
- Народный артист Литовской ССР (1965)
- Народный артист СССР (1980)[5]
- Государственная премия Литовской ССР (1958, 1960 (за музыку к фильму-балету «Эгле, королева ужей»), 1967, 1969, 1974 (за ораторию «Не троньте голубой глобус»)
- Орден Трудового Красного Знамени (1969)
- Орден «Знак Почёта» (1954)
- Медали
- Почётный гражданин Кретинги